# Sphaerorutela lauta
Sphaerorutela lauta är en skalbaggsart som beskrevs av Perty 1832. Sphaerorutela lauta ingår i släktet Sphaerorutela och familjen Rutelidae. Inga underarter finns listade i Catalogue of Life.